# V oboře
V oboře je přírodní památka poblíž obce Hranice v okrese Přerov. Oblast spravuje Agentura ochrany přírody a krajiny ČR. Důvodem ochrany je zachování původního porostu, rostlin a zvířeny.

## Fotogalerie

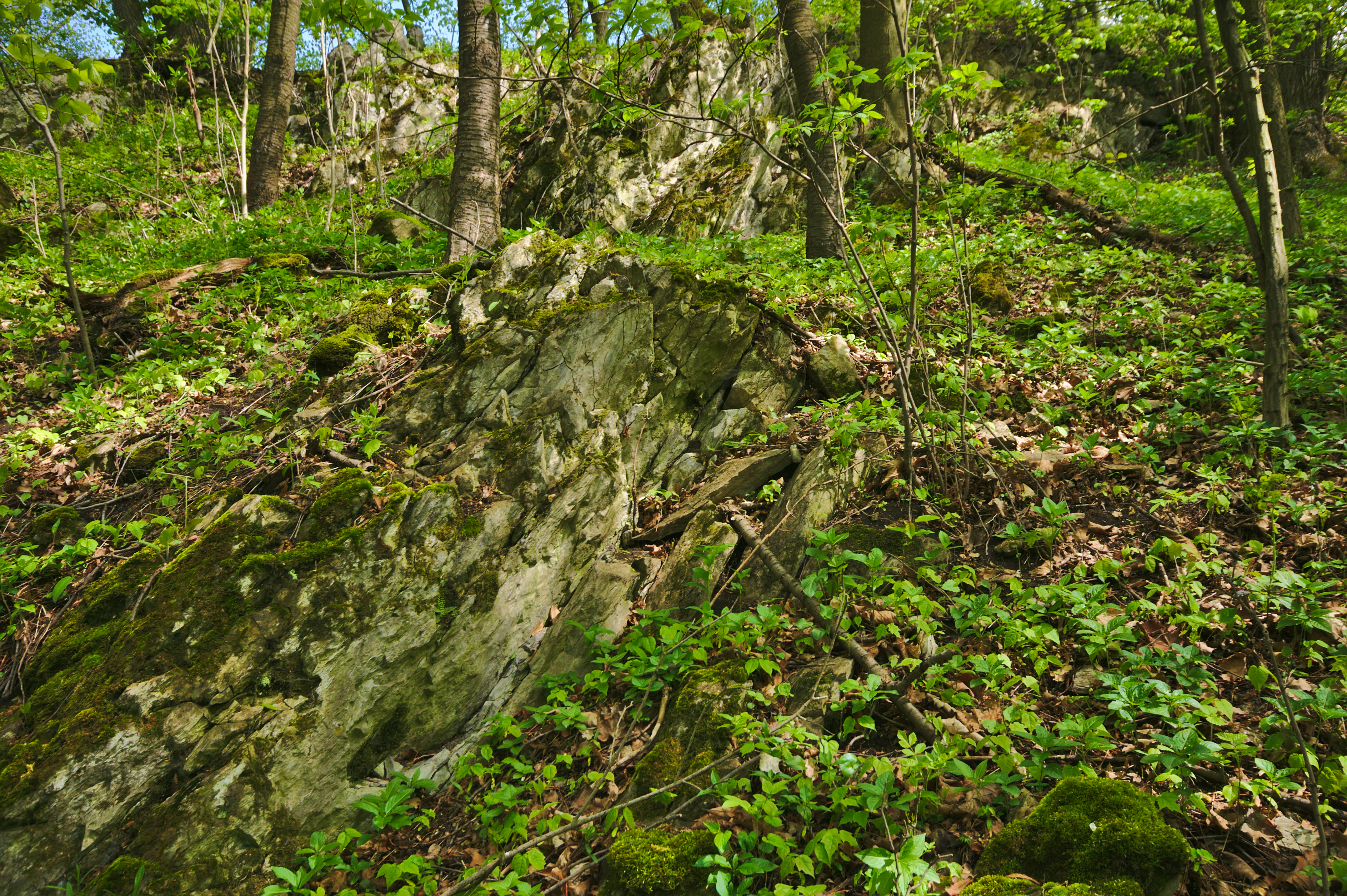
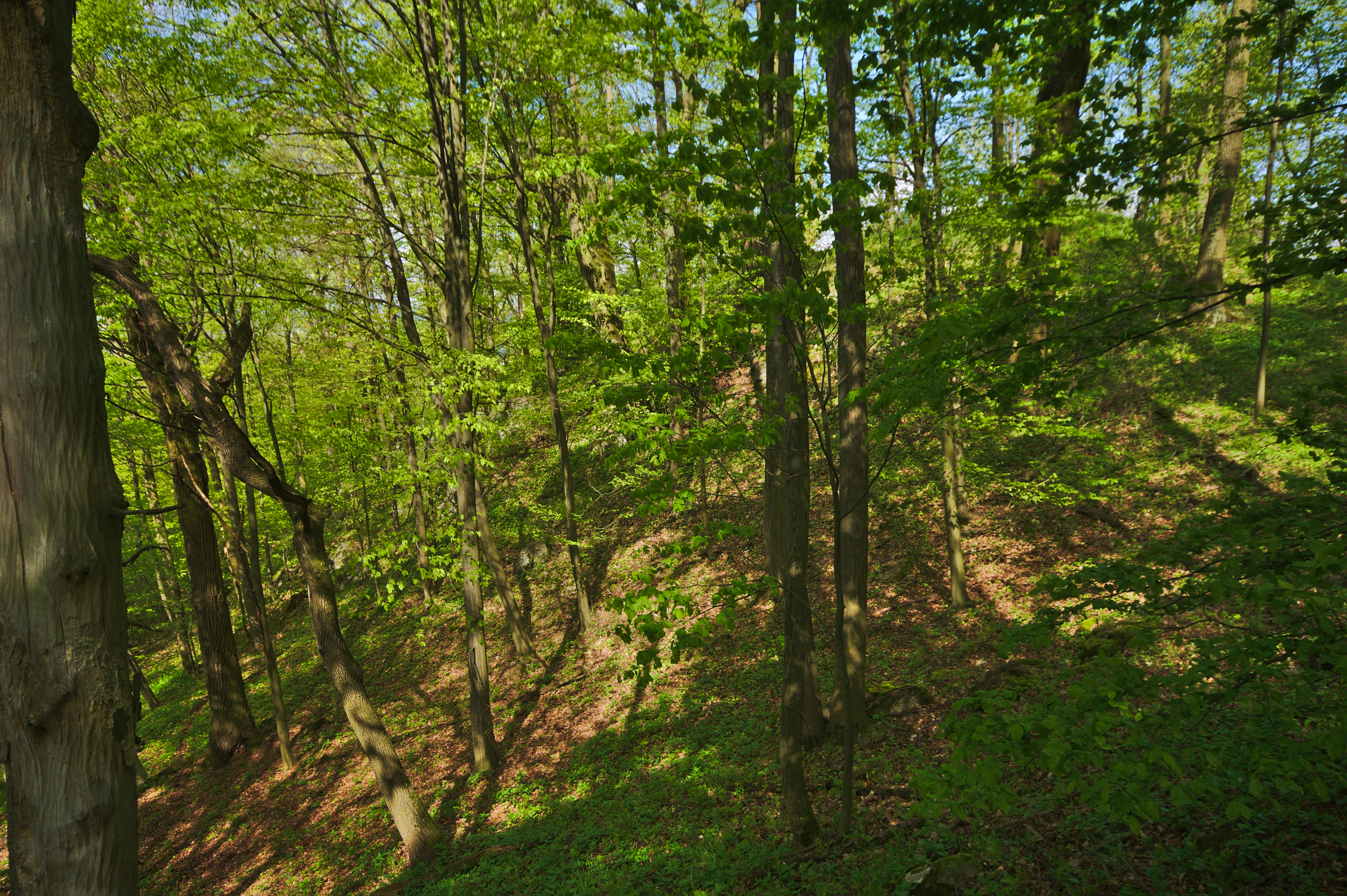
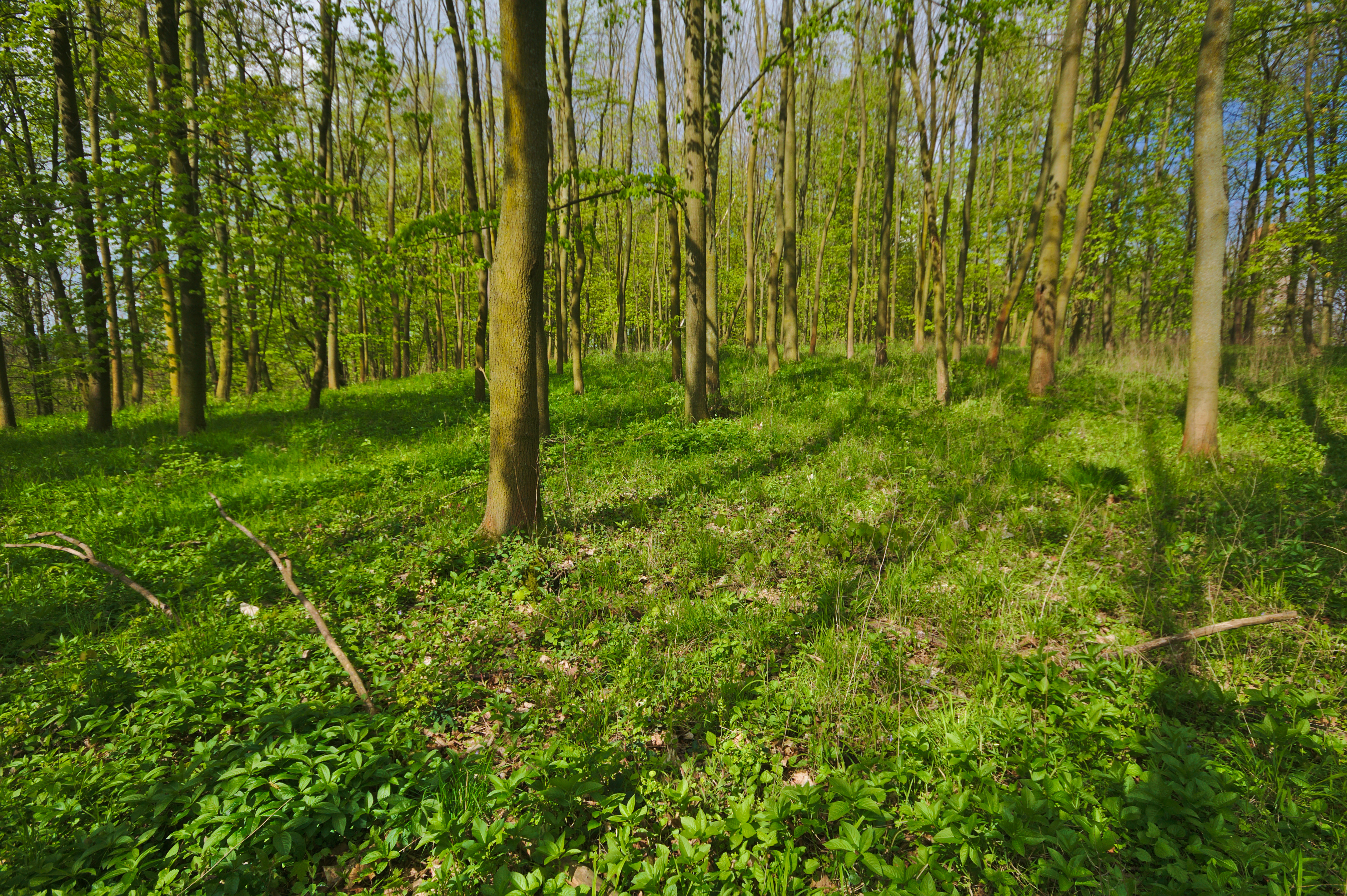
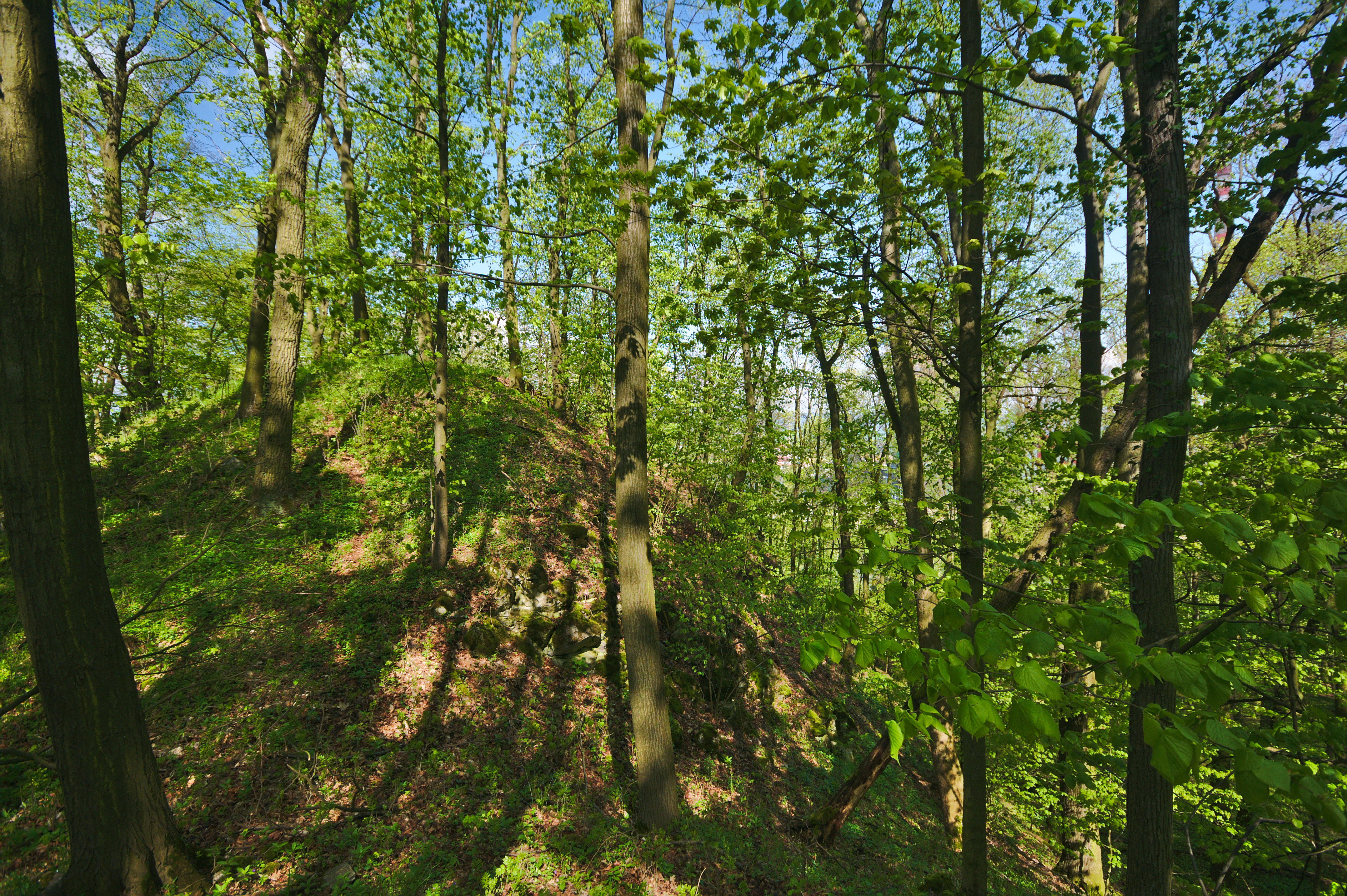